# Łowcy sensacji
Łowcy sensacji – seria książkowa wydawana od 1969 do 1985 r. przez redakcję reportażową Państwowego Wydawnictwa "Iskry" (pod opieką Krystyny Goldbergowej i Zbigniewa Stolarka). Ukazywały się w niej reportaże polskich i zagranicznych autorów (m.in. antologie tekstów publikowanych wcześniej), poświęcone wydarzeniom bieżącym i historii krajów z całego świata. 

## Tytuły serii
- Lucjan Wolanowski, Z zapartym tchem (1969)
- Olgierd Budrewicz, Zobaczyć znaczy uwierzyć (1969)
- Władysław B. Pawlak, Księga zamachów. Od Sarajewa do Dallas (1970)
- Ralph Barker, Tajemnicze katastrofy (1971)
- Wiesław Górnicki, Opowieści zdyszane (1971)
- Wojciech Giełżyński, Aż do najdalszych granic (1972)
- Wacław Korabiewicz, Złowiłem życie (1973, 1977)
- Zdzisław Marzec, Przez cztery kontynenty (1973)
- Władysław B. Pawlak, Druga księga zamachów (1974, 1978)
- Jerzy Zieleński, Demon przychodzi we środy (1974)
- Olgierd Budrewicz, Zupełnie jak w kinie (1976)
- Adam Ostrowski, Uwaga mafia (1976)
- Kazimierz Błahij, Lądowanie w Jamestown albo Zmyślenia i prawdy o pierwszych Polakach w Ameryce (1977)
- Mirosław Azembski, Pod szafotem (1978)
- Tadeusz Kucharski, Tragedia "Brdy" (1981, ISBN 83-207-0221-6)
- Elżbieta Dzikowska, Czarownicy (1984, ISBN 83-207-0487-1)
- Władysław B. Pawlak, Z księgi zamachów (1985, ISBN 83-207-0607-6)